# Leonora Carrington
Leonora Carrington, född 6 april 1917 i Clayton-le-Woods nära Chorley, Lancashire, död 25 maj 2011 (död efter kamp med lunginflammation) i Mexico City, var en brittiskfödd mexikansk bildkonstnär och skönlitterär författare med surrealistisk inriktning. Hennes far var en förmögen textilfabrikör. 20 år gammal blev hon förälskad i den 46-årige konstnären Max Ernst och följde med honom till Paris. År 1935 deltog Carrington i Chelsea School of Art i London i ett år, men hon flyttade sedan till Londons Ozenfant Academy of Fine Arts där hon tillbringade de närmaste tre åren med att studera sitt hantverk. Hon var senare bosatt i Mexiko i omkring 70 år. Som författare uttryckte hon sig på både engelska och franska och skrev både berättelser och pjäser. André Breton inkluderade en historia av henne i den andra, utökade upplagan av sin antologi om svart humor, Anthologie de l'humour noir (1950 års upplaga). 

## Boktitlar på svenska
- Den ovala damen och andra noveller (La dame ovale m.m.) (översättning och efterskrift Lasse Söderberg, presentation och illustrationer Max Ernst) (Ellerström, 2006)
- Hörluren (The hearing trumpet) (översättning och efterskrift Kristoffer Noheden) (Sphinx, 2008)
- I underjorden (Little Francis) (översättning och efterskrift Kristoffer Noheden) (Sphinx, 2012)